# Powiat Unterallgäu
Powiat Unterallgäu (niem. Landkreis Unterallgäu) – powiat w Niemczech, w kraju związkowym Bawaria, w rejencji Szwabia, w regionie Donau-Iller, w Szwabii i Allgäu.
Siedzibą powiatu Unterallgäu jest miasto Mindelheim.
Powiatami partnerskimi są powiaty: gostyński w Polsce i Nordhausen w Turyngii.

## Podział administracyjny
W skład powiatu Unterallgäu wchodzą:
- dwie gminy miejskie (Stadt)
- dwanaście gmin targowych (Markt)
- 38 gmin wiejskich (Gemeinde)
- jedenaście wspólnot administracyjnych (Verwaltungsgemeinschaft)
- jeden obszar wolny administracyjnie (gemeindefreies Gebiet)

Miasta:
| Lp. | Nazwa miasta   | Ludność (31.12.2012) | Powierzchnia km² |
| --- | -------------- | -------------------- | ---------------- |
| 1   | Bad Wörishofen | 14.455               | 57,80            |
| 2   | Mindelheim     | 14.223               | 56,44            |

Gminy targowe:
| Lp. | Nazwa gminy targowej  | Ludność (31.12.2012) | Powierzchnia km² |
| --- | --------------------- | -------------------- | ---------------- |
| 1   | Babenhausen           | 5.307                | 27,23            |
| 2   | Bad Grönenbach        | 5.293                | 42,03            |
| 3   | Dirlewang             | 2.033                | 23,30            |
| 4   | Erkheim               | 2.915                | 32,18            |
| 5   | Kirchheim in Schwaben | 2.545                | 31,95            |
| 6   | Legau                 | 3.170                | 36,35            |
| 7   | Markt Rettenbach      | 3.718                | 51,45            |
| 8   | Markt Wald            | 2.221                | 30,82            |
| 9   | Ottobeuren            | 7.949                | 55,85            |
| 10  | Pfaffenhausen         | 2.434                | 21,11            |
| 11  | Türkheim              | 6.699                | 23,52            |
| 12  | Tussenhausen          | 2.933                | 41,79            |

Gminy wiejskie:
| Lp. | Nazwa gminy      | Ludność (31.12.2012) | Powierzchnia km² |
| --- | ---------------- | -------------------- | ---------------- |
| 1   | Amberg           | 1.437                | 10,95            |
| 2   | Apfeltrach       | 900                  | 15,03            |
| 3   | Benningen        | 2.051                | 11,17            |
| 4   | Böhen            | 735                  | 20,53            |
| 5   | Boos             | 1.924                | 17,66            |
| 6   | Breitenbrunn     | 2.335                | 41,92            |
| 7   | Buxheim          | 3.055                | 10,25            |
| 8   | Egg an der Günz  | 1.135                | 20,65            |
| 9   | Eppishausen      | 1.775                | 39,50            |
| 10  | Ettringen        | 3.286                | 41,50            |
| 11  | Fellheim         | 1.075                | 5,08             |
| 12  | Hawangen         | 1.321                | 14,50            |
| 13  | Heimertingen     | 1.683                | 13,88            |
| 14  | Holzgünz         | 1.220                | 12,10            |
| 15  | Kammlach         | 1.778                | 26,73            |
| 16  | Kettershausen    | 1.731                | 26,73            |
| 17  | Kirchhaslach     | 1.292                | 32,04            |
| 18  | Kronburg         | 1.756                | 20,19            |
| 19  | Lachen           | 1.479                | 13,34            |
| 20  | Lauben           | 1.319                | 18,38            |
| 21  | Lautrach         | 1.182                | 8,07             |
| 22  | Memmingerberg    | 2.634                | 6,09             |
| 23  | Niederrieden     | 1.375                | 13,90            |
| 24  | Oberrieden       | 1.237                | 20,82            |
| 25  | Oberschönegg     | 929                  | 18,28            |
| 26  | Pleß             | 823                  | 15,38            |
| 27  | Rammingen        | 1.479                | 19,27            |
| 28  | Salgen           | 1.420                | 23,30            |
| 29  | Sontheim         | 2.540                | 26,53            |
| 30  | Stetten          | 1.404                | 15,71            |
| 31  | Trunkelsberg     | 1.682                | 1,90             |
| 32  | Ungerhausen      | 1.027                | 7,02             |
| 33  | Unteregg         | 1.348                | 23,70            |
| 34  | Westerheim       | 2.129                | 21,17            |
| 35  | Wiedergeltingen  | 1.371                | 11,61            |
| 36  | Winterrieden     | 886                  | 9,79             |
| 37  | Wolfertschwenden | 1.870                | 14,26            |
| 38  | Woringen         | 1.865                | 17,54            |

Wspólnoty administracyjne:
| Lp. | Nazwa wspólnoty administracyjnej | Ludność (31.12.2012) | Powierzchnia km² | Liczba gmin |
| --- | -------------------------------- | -------------------- | ---------------- | ----------- |
| 1   | Babenhausen                      | 11.280               | 134,72           | 6           |
| 2   | Bad Grönenbach                   | 9.028                | 73,83            | 3           |
| 3   | Boos                             | 6.880                | 65,57            | 5           |
| 4   | Dirlewang                        | 5.685                | 77,74            | 4           |
| 5   | Erkheim                          | 8.141                | 98,46            | 4           |
| 6   | Illerwinkel                      | 6.108                | 64,61            | 3           |
| 7   | Kirchheim in Schwaben            | 4.320                | 71,46            | 2           |
| 8   | Memmingerberg                    | 10.093               | 51,62            | 6           |
| 9   | Ottobeuren                       | 10.005               | 90,87            | 3           |
| 10  | Pfaffenhausen                    | 7.426                | 107,15           | 4           |
| 11  | Türkheim                         | 10.986               | 73,38            | 4           |

Obszary wolne administracyjnie:
| Lp. | Nazwa obszaru    | Ludność (31.12.2012) | Powierzchnia km² |
| --- | ---------------- | -------------------- | ---------------- |
| 1   | Ungerhauser Wald | niezamieszkany       | 3,26             |

## Polityka

### Landrat
- 1972–1978: Otto Weikmann (FWV) (w latach 1967–1972 Landrat powiatu Mindelheim)
- 1978–2006: Hermann Haisch (CSU)
- od 2006: Hans-Joachim Weirather (FW)

### Kreistag
|                          |                              | 2002    | 2002    | 2002    | 2008    | 2008    | 2008    |
| miejsca                  | %                            | głosy   | miejsca | %       | głosy   |         |         |
| ------------------------ | ---------------------------- | ------- | ------- | ------- | ------- | ------- | ------- |
|                          | CSU                          | 33      | 54,7%   | 35 157  | 29      | 44,9%   | 27 376  |
|                          | SPD                          | 8       | 13,68%  | 8762    | 6       | 11,0%   | 6 714   |
|                          | Zieloni                      | 3       | 4,6%    | 2 973   | 4       | 6,2%    | 3 768   |
|                          | FW                           | 10      | 17,0%   | 10 939  | 14      | 23,8%   | 14 519  |
|                          | Unia Młodych Wyborców        | 3       | 4,9%    | 3 128   | 3       | 5,9%    | 3 600   |
|                          | ödp/Obywatele dla Środowiska | 3       | 5,2%    | 3 315   | 3       | 5,3%    | 3 247   |
|                          | FDP                          | –       | –       | –       | 1       | 2,8%    | 1 699   |
|                          |                              | 60      | 100%    | 64 274  | 60      | 100%    | 60 923  |
| uprawnieni do głosowania | uprawnieni do głosowania     | 101 602 | 101 602 | 101 602 | 104 836 | 104 836 | 104 836 |
| głosy ważne              | głosy ważne                  | 64 274  | 64 274  | 64 274  | 60 923  | 60 923  | 60 923  |
| głosy nieważne           | głosy nieważne               | 2723    | 2723    | 2723    | 2 815   | 2 815   | 2 815   |
| frekwencja               | frekwencja                   | 65,9%   | 65,9%   | 65,9%   | 60,8%   | 60,8%   | 60,8%   |